# Fusulinacea
Super-famille
Familles de rang inférieur
- † Fusulinidae
- † Schwagerinidae
- † Verbeeckinidae
- † Neoschwagerinidae

Position phylogénétique
- Eukaryota
  - clade « SAR »
    - Stramenopiles
    - Rhizaria
      - Cercozoa
        - Filosa
        - Endomyxaa

      - Retaria
        - Foraminifera
        - Radiolaria

    - Alveolata

Les Fusulinacea forment une super-famille éteinte de foraminifères de l'ordre des Fusulinida. Ce sont des foraminifères marins des plateformes carbonatées datant du Carbonifère moyen au Permien.

## Architecture
Le test est formé par une lame calcaire, la spirothèque, ou muraille, enroulée autour d'un axe et fermée aux extrémités de l'axe pour donner un volume fusiforme (comme un ballon de rugby). Au cours de l'enroulement, la spirothèque s'infléchit vers le tour précédent pour former des loges séparées par des cloisons, les septes. Lorsque les cloisons sont suffisamment ondulées, elles peuvent aménager des passages entre les loges. ces passages sont appelés cuniculi.

### Composition de la spirothèque
La spirothèque est composée de une à quatre couches :
- le tectum ;
- la diaphanothèque ;
- la kériothèque ;
- les dépôts secondaires, ou tectoria.

#### Le tectum
Le tectum est la couche externe de la spirothèque. Il a un aspect sombre au microscope.

#### La diaphanothèque
La diaphanothèque est une couche de calcite finement grenue. Elle a un aspect translucide au microscope (d'où son nom).

#### La kériothèque
La kériothèque (de ker, cellule d'abeille) est composée de prismes lui donnant un aspect palissadé.

## Familles de Fusulinacea
Les Fusulinacea se répartissent en plusieurs familles :
- Fusulinidae ;
- Schwagerinidae ;
- Verbeeckinidae ;
- Neoschwagerinidae.

### Fusulinidae
Les Fusulinidae, ou fusulines, ont une spirothèque de type diaphanotèque. Les cloisons sont planes ou ondulées.

### Schwagerinidae
Les Schwagerinidae (également pseudo-, ou parafusulines selon les auteurs) ont une spirothèque de type tectum et keriothèque. Les cloisons sont ondulées ou plissées à tel point que les loges non consécutives communiquent par un cuniculus.

### Verbeeckinidae
Les Verbeeckinidae, comme les Schwagerinidae ont une spirothèque de type tectum et keriothèque. Les cloisons sont planes.

### Neoschwagerinidae
Les Neochwagerinidae, comme les Schwagerinidae ont une spirothèque de type tectum et keriothèque.
Les plissements de la spirothèque ont été poussés à l'extrême, pour former des cloisons perpendiculaires à l'axe d'allongement.